# Principato di Khuttal
Khuttal, frequentemente chiamata alla forma plurale persiana Khuttalan (varianti: Khutlan, Khatlan, nelle fonti cinesi K'o-tut-lo) è stata una regione medievale e un principato sulla sponda settentrionale del fiume Oxus (Amu Darya), che si estendeva tra i suoi tributari Vakhsh e Panj. La regione corrisponde all'incirca alla moderna Provincia di Khatlon del Tagikistan.
Il Principato di Khuttal svolse un ruolo attivo, talora come alleato, altre volte come avversario, del regime califfale omayyade durante la conquista islamica della Transoxiana e fu solo dopo il 750/1 che la dinastia abbaside infine ne assunse il diretto controllo. 

Una branca dei Banijuridi del Ṭokhāristān governarono l'area sotto gli Abbasidi, riconoscendo poi la sovranità dei Samanidi nel X secolo. L'area sembra aver recuperato una sua qualche autonomia di regnanti nell'XI-XII secolo, allorché cadde dapprima sotto il controllo dei Ghaznavidi e successivamente - a metà dell'XI secolo del Sultanato selgiuchide.
Col declino del potere selgiuchide, il Khuttal passò sotto il controllo dei Ghuridi e dell'Khwārazmshāh, nel cui periodo non v'è alcuna notizia di principi locali.
Nel XIII secolo il Khuttal entrò a far parte dell'Impero mongolo e del suo successore, il Khanato Chagatai, affermando lentamente la sua autonomia a seguito della disintegrazione politica di quest'ultimo a metà del XIV secolo.
 
Nel XVI secolo, gli Shaybanidi s'impadronirono del Khuttal, e il suo stesso nome cessò di essere impiegato, rimpiazzato da quello di Külob.